# اضطراب الدورة الشهرية
الاضطرابات المتصلة بالدورة الشهرية (بالإنجليزية: Menstrual disorder)‏ هي حالة مرضية تصيب الدّورة الشّهريّة لدى المرأة وتتميّز بغياب انتظام حدوثها. الاضطرابات الشهرية قد تعالج ذاتياً أو تحتاج لمراجعة طبيب، فبعض المشاكل كالتهاب بطانة الرحم (endometriosis) يجب فيها مراجعة الطبيب لإجراء تقييم طبي شامل. في حين يمكن للصيدلي أن يوفر مساعدة للأعراض الأكثر شيوعاً كالتناذر السابق للطمث (بالإنجليزية: (premenstrual syndrome (PMS)‏ وأعراض عسر الطمث (بالإنجليزية: dysmenorrhea)‏.

## المتلازمة السابقة للحيض
المتلازمة السابقة للحيض أو التناذر السابق للطمث (بالإنجليزية: (premenstrual syndrome (PMS)‏ هي مجموعة من الأعراض الجسدية والنفسية والعاطفية المرتبطة بحدوث الحيض لدى النساء. بالرغم من أن 80% من النساء في عمر الإنجاب يعانين من بعض أعراض هذه المتلازمة إلا أن التعريف الرسمي للمتلازمة يقتضي أن تكون الأعراض من الشدة بحيث تمنع المصابة من ممارسة أنشطة حياتها بشكل طبيعي.
النسب الحقيقية لحدوثه غير معروفة ولا توجد فحوص مخبرية لاثباته أو نفيه كما أن كثيراً من النساء المصابات به لا يراجعن الطبيب بشأنه ويفضلن معالجته بشكل ذاتي وبالتقريب فإن 40 % إلى 90% من النساء يعطين أعراضاً لتناذر ما قبل الطمث، ولكن 60% من هذه المجموعة لا تسبب لهن الأعراض تغيراً على الأنشطة اليومية ومعظم الأخرى ات تكون لديهن الأعراض شديدة نوعاً ما، يسبب اضطراب ما قبل الطمث عند 3% إلى 8% من النساء الأمريكيات اضطرباً رئيسياً في إحدى مناحي الحياة اليومية على الأقل.
باستثناء الفتيات قبل البلوغ والنساء اللائي يئسن من الحيض فكل الإناث من كل الأعمار تعاني من إحدى الحالتين وعلى المريضة أن تحتفظ بسجل للأعراض لمدة دورتين متتاليتين أو أكثر لمساعدة الطبيب في التشخيص، تبدأ الأعراض قبل أسبوعين أو أقل من بداية الطمث ولكنها تتراجع عند بدايته أو خلال فترة يوم أو يومين من بدايته على الأكثر.
تنقسم ملامح المتلازمة السابقة للحيض إلى ثلاثة أنواع:
1. اضطرابات المزاج
2. اضطرابات السلوك
3. تغيرات بالوظيفة الجسمية

- تشمل اضطرابات المزاج تأرجح المزاج وسرعة الغضب والعدائية والاكتئاب والقلق والتعصيب وكثرة النسيان وتشوش الذهن والأرق.
- أما الاضطرابات السلوكية فمنها الولع بالسكريات وزيادة الأكل من كل أنواع الأطعمة والبكاء وضعف التركيز وزيادة شديدة بالحساسية من الضجيج.
- أما التغيرات البدنية الملاحظة فتشمل بعض ما يلي زيادة الوزن (و تعزى إلى زيادة الأكل المفاجئة أو بسبب احتباس الماء) والصداع وتوسع الحدقة والإرهاق العام والدوخة والنفخة وتورم الثديين مع زيادة الإحساس بالألم والامساك والاسهال.

و رغم أن هذه الأعراض جميعها قد تحدث في غير المتلازمة السابقة للحيض إلا أن ترافقها الدوري مع الدورة الطمثية هو سبب تسميتها كجزء من المتلازمة السابقة للحيض PMS، وفي دراسة على الفتيات في سن البلوغ ظهر أن أكثر الأعراض شيوعاً هو عاطفي سلبي يتجلى بتأرجح المزاج والشدة النفسية (الكرب) والتعصيب (النرفزة)، وكذلك زيادة حساسية الثدي للألم والنفخة البطنية والإرهاق العام والوذمة.

### أعراض إكتئابية
و رغم أن هذه الأعراض جميعها قد تحدث في غير المتلازمة السابقة للحيض إلا أن ترافقها الدوري مع الدورة الطمثية هو سبب تسميتها كجزء من تناذر ما قبل الطمث PMS، وفي دراسة على الفتيات في سن البلوغ ظهر أن أكثر الأعراض شيوعاً هو عاطفي سلبي يتجلى بتأرجح المزاج والشدة النفسية (الكرب) والتعصيب (النرفزة)، وكذلك زيادة حساسية الثدي للألم والنفخة البطنية والإرهاق العام والوذمة.
و تتطلب معايير الاضطرابات الاكتئابية ما قبل الطمث تواجد خمسة أعراض مما سبق ويجب أن يوجد أحدها خلال الأسبوع الذي يسبق الطمث ويتحسن بعد بداية الطمث ويختفي نهائياً في الأسبوع الذي يلي انتهاء الطمث.
و بالإضافة لذلك يجب أن تتداخل الأعراض بشكل واضح في مجال حياتي حيوي (مثلاً: الجنس أو المدرسة أو المهنة أو المجتمع)، وأن لا تكون الأعراض مما ينسب بشكل مستقل إلى اضطراب آخر كوجود مسبق لإكتئاب أو قلق.

## عسر الطمث
و يعرف أيضاً بآلام الدورة هو ألم دوري يتوضع أسفل البطن وبدايته من وقت ابتداء الدورة الطمثية أو قبلها مباشرةً وينتهي بعد توقف الطمث. وربما كانت نسبة 90 % من الإناث البالغات يعانين من آلام الدورة وهذا هو السبب الرئيسي للتغيب عن العمل والمدرسة.
إن عسر الطمث هو التعبير الطبي لآلام الدورة التي لا تعكس أية حالة مرضية بل تعود حصراً للتقلصات الرحمية بتأثير البروستغلاندين، هذه الحالة حميدة وتعالج ذاتياً ولكن عسر الطمث الثانوي يسببه تطور حالة مرضية مستبطنة ويجب إحالة المريضة إلى طبيب.

## اضطرابات في مدة الطمث
تشمل هذه المجموعة عدة حالات منها:
- انقطاع الطمث (بالإنجليزية: Amenorrhea)‏
- غزارة النزف الرحمي (بالإنجليزية: Menometrorrhagia)‏
- نزف الرحم (بالإنجليزية: Metrorrhagia)‏
- ندرة الطموث (بالإنجليزية: Oligomenorrhea)‏

## اضطرابات في جريان الطمث
- غزارة الطمث (بالإنجليزية: Menorrhagia)‏
- قلة الطمث (بالإنجليزية: Hypomenorrhea)‏
- غزارة النزف الرحمي (بالإنجليزية: Menometrorrhagia)‏